# クレア・メリット・ルース
クレア・メリット・ホジソン・ルース(英語:Claire Merritt Hodgson Ruth, 1897年9月11日 – 1976年10月25日)はアメリカ合衆国の女優、モデル。世間的には、ベーブ・ルース（プロ野球選手）の2番目の妻として最も有名である。

## 生涯
1897年9月11日、ジョージア州アセンズにて生まれた。出生時の名前は、クレア・メイ・メリット(Clara Mae Merritt)だった。女優やモデルの仕事をしていたが、最初の夫・フランク・ホジソンと結婚して家庭生活に入った。しかし、一人娘のジュリアを遺して、夫と1922年に死別した。翌1923年にベーブ・ルースと知り合う。ルースはこの時、彼の最初の妻だったヘレン・ウッドフォード(1914年に結婚)とまだ夫婦関係にあった。ヘレンが1929年1月11日に自宅の火災で焼死すると、同年4月17日にルースと結婚し、ルースの死(1948年8月16日)まで連れ添った。後年、クレアは夫・ルースとニューヨーク・ヤンキースで同僚だったルー・ゲーリッグの関係が次第に疎遠になっていったのは、自分に責任があると証言した。クレアによると、ゲーリッグの母親はルースの養女だったドロシー・ルースが、クレアの実娘だったジュリアと比してみずぼらしい身なりであると証言していて、ルースがこの事を指摘されて大層怒り、球場で二度とゲーリッグに話しかけて来ないで欲しいと要求したと言われる。ルースとゲーリッグは、有名な“ルー・ゲーリッグ・デー”(1939年7月4日。ゲーリッグが「私はこの世で最も幸せな男です」とスピーチした日でもある)まで一緒に行動することはなかった。後に、クレアはルースとゲーリッグという2人の大プレイヤーの間に多くの他の原因があったにもかかわらず、自分一人で全ての責任を背負ってしまったと謝罪し、過剰反応していたと認めている。

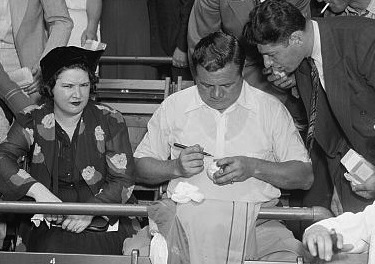
クレアとベーブ・ルース(1937年)

クレアの生存中に、ルースの最も有名な記録が2つ破られている。1つは、シーズン本塁打記録(60本。1927年に樹立。)が1961年にロジャー・マリスによって破られた事。もう1つは通算本塁打記録(714本)が1974年にハンク・アーロンによって破られた事である。彼女は晩年であったにもかかわらず、アーロンが出場した試合をしばしば観戦し、アーロンの努力に対して協力的に接した。こうした彼女の丁重な態度は、アーロンがルースの本塁打記録を更新した時に感動して口にした言葉である「ベーブはとても野球を愛した男だった」と引き合いに出されている。
これまでに3人の女優が、彼女の役を演じている(後述)。

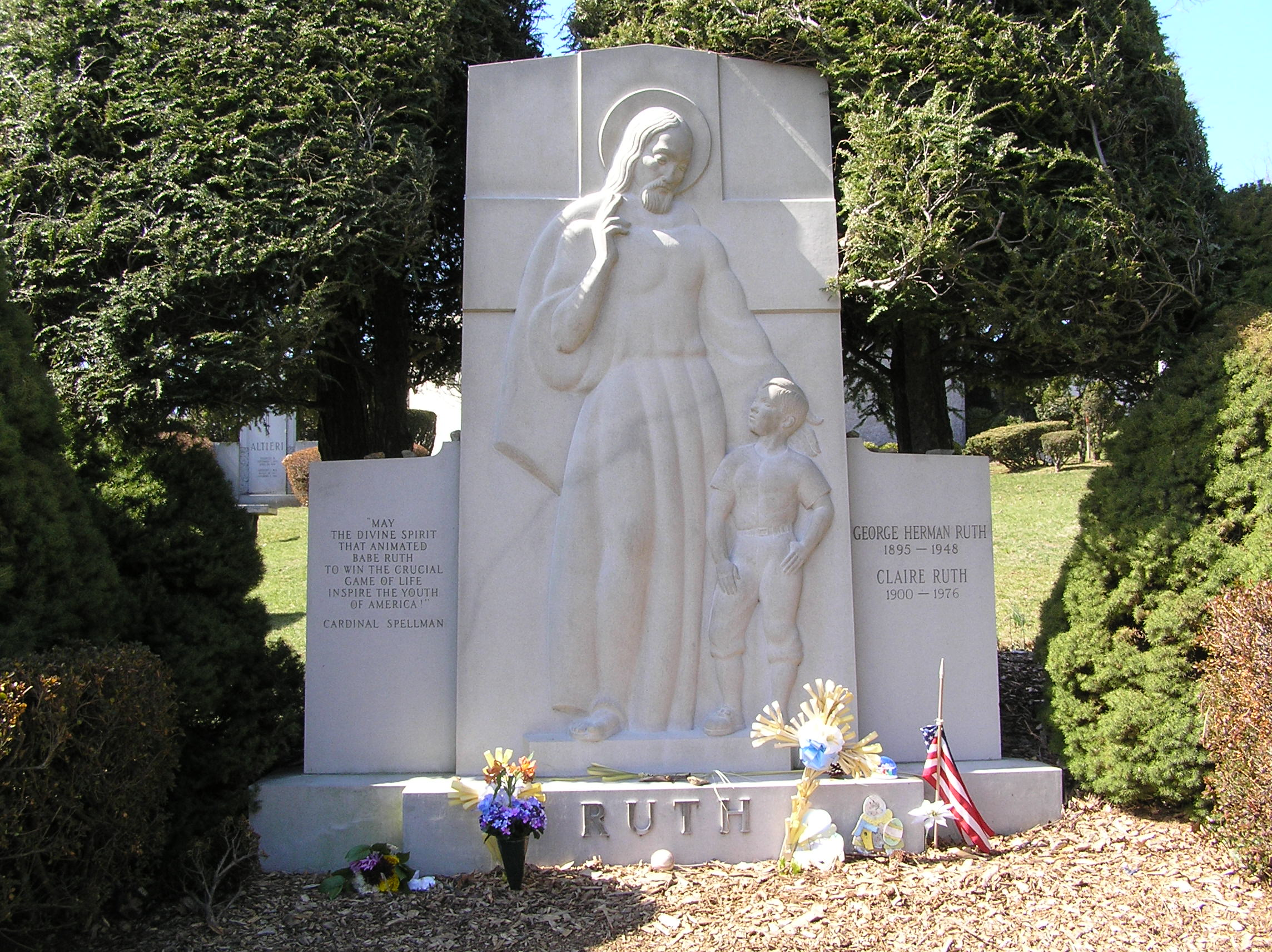
クレア・ルースの墓

1976年10月25日に死去。79歳没。ホーソーン(ニューヨーク州)にあるゲイト・オブ・ヘヴン墓地にルースの隣に並んで、葬られている。墓碑銘には生年の記載が1897年ではなく、1900年と記されている。

## クレア・メリット・ルースを演じた人物
- クレア・トレヴァー - ベーブ・ルース物語（英語版）(1948年の映画。アライド・アーティスツ・ピクチャーズ・コーポレーション)
- ケリー・マクギリス - 夢を生きた男/ザ・ベーブ(1992年の映画。ユニバーサル・ピクチャーズ)
- レニー・テイラー（英語版） - 61*（英語版）(2001年の映画。HBO)